# Arhoolie Records
Arhoolie Records ist ein US-amerikanisches Plattenlabel, das im Jahr 1960 von dem (deutschstämmigen) Chris Strachwitz gegründet wurde und bis heute betrieben wird.
Obwohl die Plattenfirma von Strachwitz ursprünglich gegründet wurde, um bis dahin unbekannte „down-home“ Blues-Musiker wie zum Beispiel Lightnin’ Hopkins, Mississippi Fred McDowell, Juke Boy Bonner und Mance Lipscomb aufzunehmen und deren Musik auch größeren „weißen“ Käuferschichten zugänglich zu machen, erweiterte er das Programm bald um Wiederveröffentlichungen von Blues-Aufnahmen aus der Vorkriegszeit (Sublabel „Blues Classics“) und Gospel-Musik, Old-Timey Country & Western, (weiße) Cajun- und (schwarze) Zydeco-Aufnahmen aus Louisiana und Mexikanisch-Amerikanische „Roots“-Musik (Tejano/Conjunto music). Auf Arhoolie Records erschien auch eine Reihe von Jazz-Aufnahmen, etwa von Luna, dem Now Creative Arts Jazz Ensemble, Jerry Hahn, Smiley Winters, Sonny Simmons sowie Gruppen und Musikern des traditionellen Jazz, darunter The ReBirth Jazz Band um Kermit Ruffins, von Kid Howard, George Lewis, Bob Mielke, Punch Miller, Billie Pierce, Sammy Rimington und Kid Thomas Valentine.